# Acosmeryx subdentata
Acosmeryx subdentata är en fjärilsart som beskrevs av Rothschild och Jordan 1903. Acosmeryx subdentata ingår i släktet Acosmeryx och familjen svärmare. Inga underarter finns listade i Catalogue of Life.